# سطحاوات البطون
سطحاوات البطون (الاسم العلمي: Platygastroidea)، فيلق (فصيلة عليا) دبابير طفيلية من رتبة غشائيات الأجنحة.
تم التعامل معها على أنها سلالة داخل الفصيلة العليا الزنابير البجعية، ولكن معظم التصنيفات منذ عام 1977 اعترفت بها كمجموعة مستقلة. وهي تتألف حاليًا من فصيلة منقرضة وثلاث فصائل موجودة (حية)، مع حوالي 4000 نوع موصوف. وهي طفيليات بشكل حصري في الطبيعة.

## روابط خارجية
- Bugguide.net. Superfamily Platygastroidea